# Кобисской, Александр Сергеевич
Александр Сергеевич Кобисской (Кабиской) (1920—1950) — майор Советской Армии, участник Великой Отечественной войны, Герой Советского Союза (1944).

## Биография
Александр Кобисской родился 15 июля 1920 года в селе Михайловка (ныне — Михайловский район Приморского края). Окончил восемь классов школы, после чего учился в медицинском техникуме. В 1938 году Кабиской был призван на службу в Рабоче-крестьянскую Красную Армию. В 1940 году он окончил Батайскую военную авиационную школу пилотов. С октября 1941 года — на фронтах Великой Отечественной войны.
К марту 1944 года старший лейтенант Александр Кобисской командовал звеном 721-го истребительного авиаполка (286-й истребительной авиадивизии, 16-й воздушной армии, 1-го Белорусского фронта). К тому времени он совершил 314 боевых вылетов, принял участие в 47 воздушных боях, сбив 16 вражеских самолётов лично.
Указом Президиума Верховного Совета СССР от 1 июля 1944 года старший лейтенант Александр Кобисской был удостоен высокого звания Героя Советского Союза с вручением ордена Ленина и медали «Золотая Звезда».
К 9 мая 1945 года командир эскадрильи 721-го истребительного авиационного полка капитан А. С. Кобисской выполнил 342 боевых вылета, провёл 46 воздушных боёв, лично сбил 17 самолётов противника и 1 аэростат наблюдения.
После окончания войны Кобисской продолжил службу в Советской Армии. Трагически погиб в авиационной катастрофе 15 марта 1950 года, похоронен в родном селе.

## Награды
Был также награждён тремя орденами Красного Знамени, орденами Александра Невского, Отечественной войны 1-й и 2-й степеней, рядом медалей.

## Память
В честь Кобисского названа улица в Михайловке.